# ヴィエスワフ・ブワフ
ヴィエスワフ・ブワフ（Wiesław Piotr Błach  1962年3月25日 - ）は、ポーランドのオポーレ出身の柔道選手。階級は71kg級。身長171cm。

## 人物
1982年の世界学生71kg級で2位になった。1984年のロサンゼルスオリンピックはポーランドがボイコットしたために出場できなかったが、その実質的な対抗大会として開催されたフレンドシップ・ゲームズに出場して3位になった。1985年の世界選手権では銅メダルを獲得した。1986年のヨーロッパ選手権で3位にあると、グッドウィルゲームズでも3位に入った。1987年のヨーロッパ選手権では優勝を飾った。1988年のソウルオリンピックでは初戦で敗れた。1990年のヨーロッパ選手権では3位だった。1992年のバルセロナオリンピックでは7位になった。1996年のアトランタオリンピックでは95kg級で金メダルを獲得したパウエル・ナツラのコーチを務めた。その後はポーランド柔道連盟の会長を務めていた。

## 主な戦績
- 1982年 - 世界学生　2位
- 1983年 - ドイツ国際　3位
- 1983年 - ポーランド国際　優勝
- 1984年 - フレンドシップ・ゲームズ　3位
- 1985年 - 世界選手権　3位
- 1986年 - ドイツ国際　2位
- 1986年 - ヨーロッパ選手権　3位
- 1986年 - グッドウィルゲームズ　3位
- 1986年 - 嘉納杯　3位
- 1987年 - ヨーロッパ選手権　優勝
- 1987年 - ポーランド国際　優勝
- 1990年 - ヨーロッパ選手権　3位
- 1990年 - ポーランド国際　優勝
- 1992年 - バルセロナオリンピック　7位